# Преннер, Георг Каспар
Гео́рг Каспа́р фон Пре́ннер  (нем. Georg Caspar von Prenner; около 1720, Вена — 1766, Рим) — австрийский живописец-портретист и гравёр, деятель елизаветинской россики, автор канонического портрета учёного-энциклопедиста Михаила Ломоносова.
Сын художника Антона Йозефа фон Преннера (1698–1761). Получил образование в Италии. В 1750–1755 годах жил и работал в России, затем вернулся в Италию. 
Автор ряда икон для главного иконостаса церкви Екатерининского дворца в Царском Селе.
Его произведения имеются в Третьяковской галерее и Русском музее.

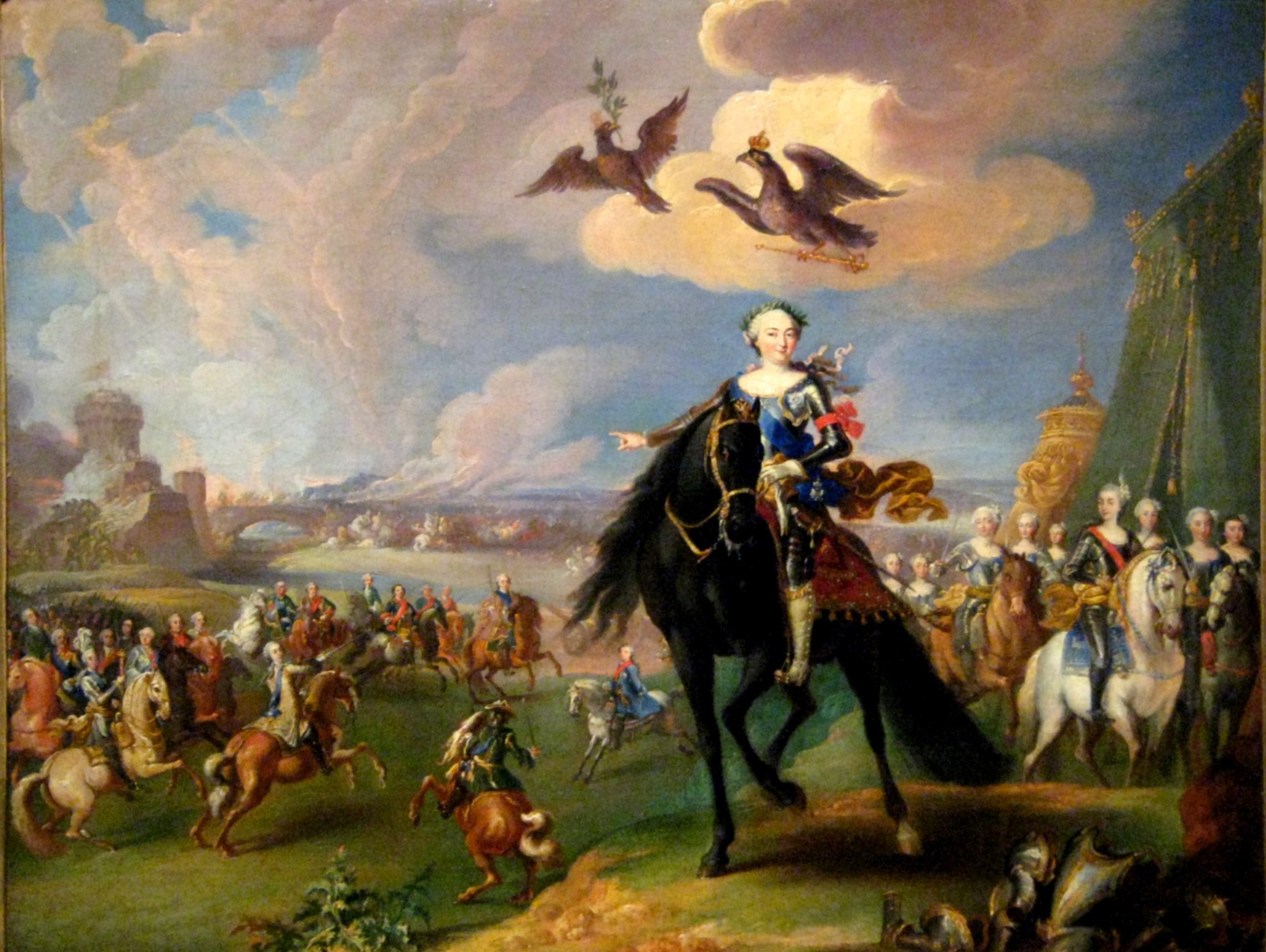
Портрет-аллегория императрицы Елизаветы Петровны, 1744-1755
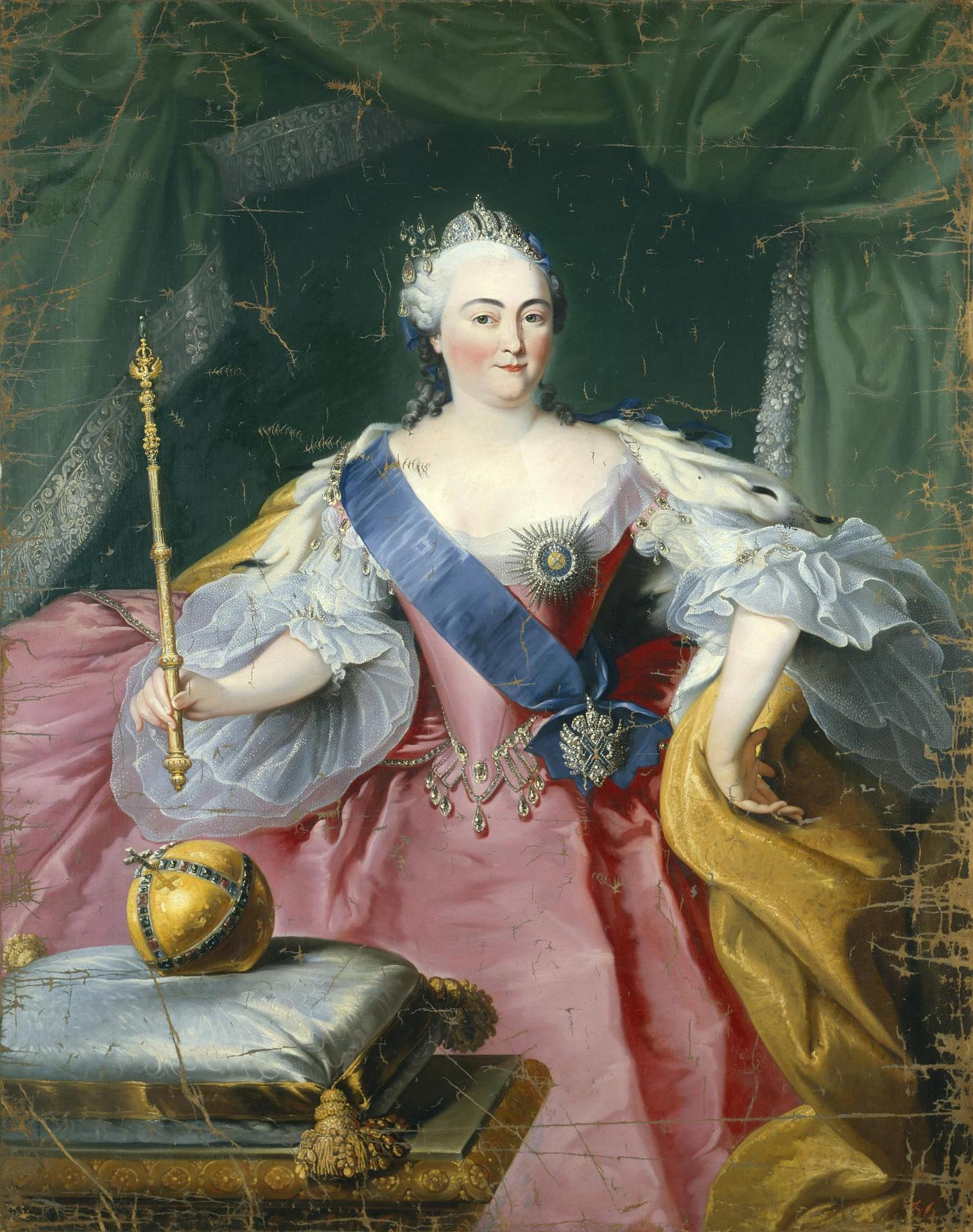
Портрет императрицы Елизаветы Петровны, 1750
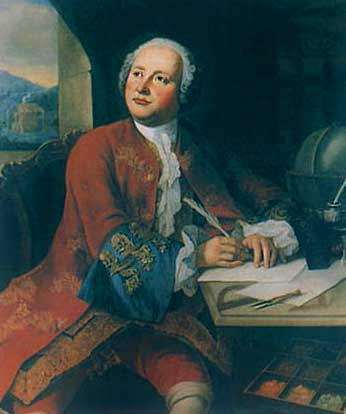
Портрет  М. Ломоносова, 1750
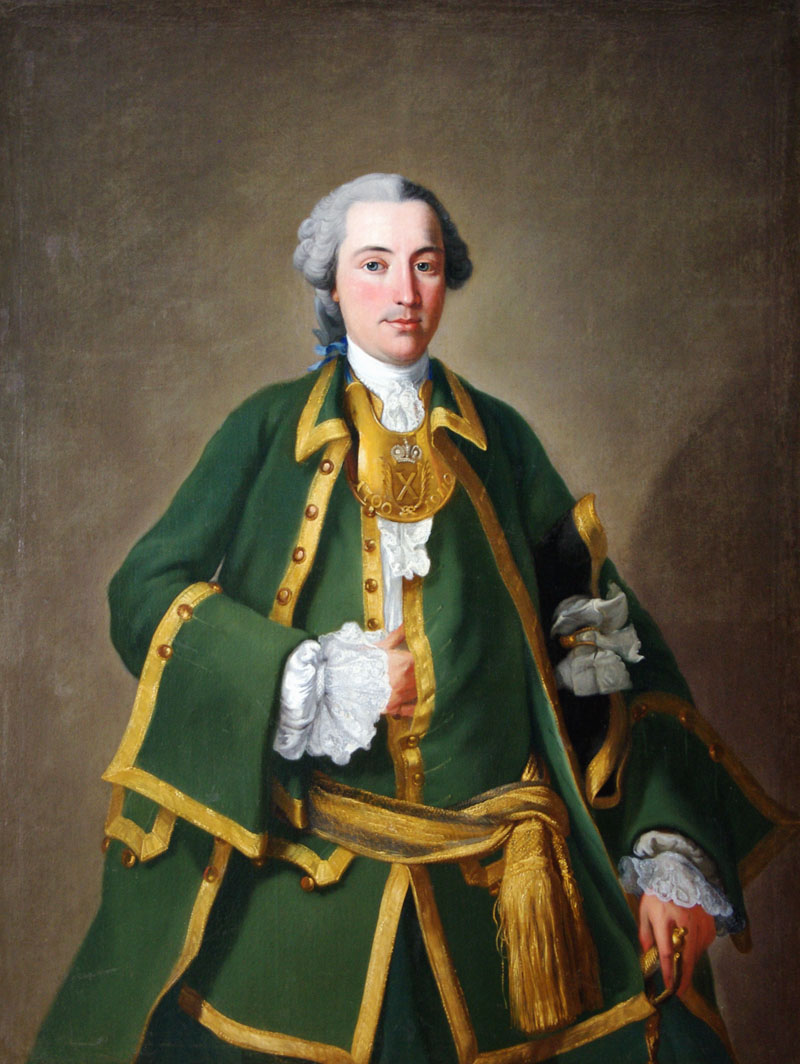
Портрет графа Ивана Воронцова, около 1750
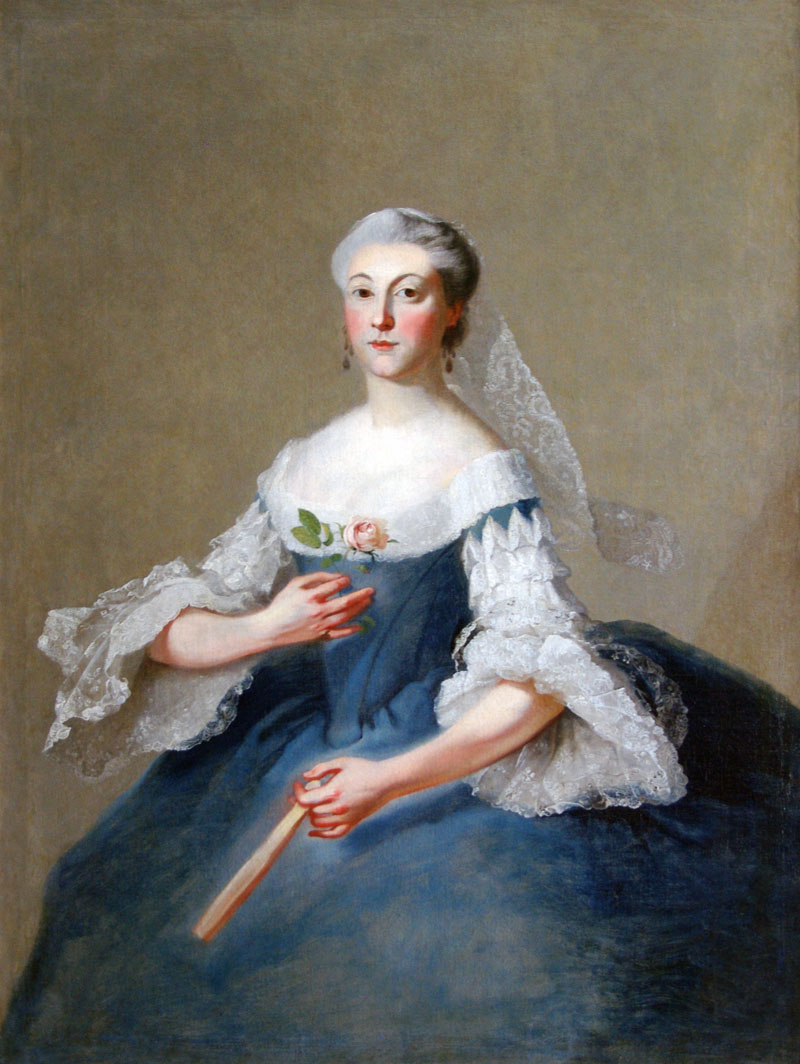
Портрет графини Марии Артемьевны Воронцовой
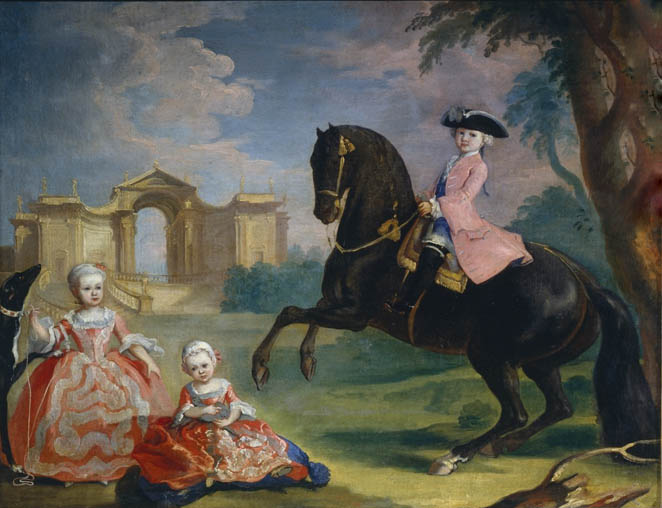
Дети графа Воронцова. 1755
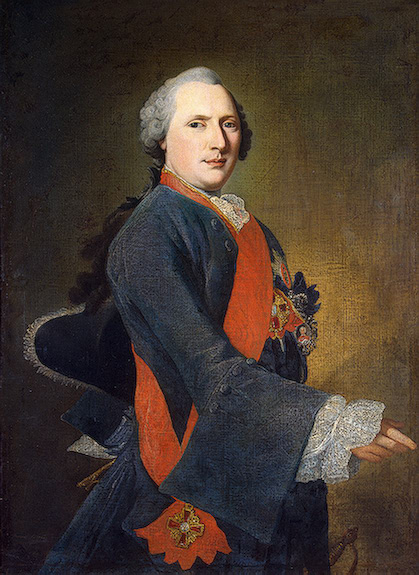
Портрет гофмаршала К. Сиверса